# Євтушенко Олександр Миколайович
Олександр Миколайович Євтушенко (27 вересня 1957, Умань Черкаська область — 23 грудня 2020, Київ) — український  музичний журналіст,  мистецтвознавець, арт-критик, продюсер, теле- і радіоведучий.

## Життєпис і творча діяльність
Народився 27 вересня 1957 року в місті Умань Черкаської області. 1982 року закінчив Київський художній інститут. По закінченню інституту почав працювати музичним оглядачем музичної сторінки газети «Молода гвардія» — «Фонограф». У цій газеті з'явились перші публікації про українську рок-музику «Воплі Відоплясова», «Колезький асесор», «Цвіркунове число», «Раббота Хо», «Иванов Даун» та ін. У своїх статтях підтримав також молоде образотворче мистецтво  України, що протиставляло себе соцреалізму, зокрема групу «39.2°», до складу якої входили Ю. Вакуленко, В. Архипов, К. Самойленко, О. Кузнецов, Р. Левчин та ін.. Разом з групою ініціював  створення творчого  об’єднання Біла ворона, вперше опублікувавши про неї схвальний відгук у пресі .
Після проголошення незалежності — редактор перших українських періодичних видань у галузі масової музичної культури: альманаху «Рок-око» (1992), газети «Аудіо-толока» (1992–95), журналу «Галас» (1996–98), газети «Нєформат» (2003). Музичний оглядач журналу «Україна» (2001–04), газети «Слово Просвіти» (2006-07).
У різні роки активно співпрацював із часописами «День», «ПІК», «Український тиждень», «Собеседник», «Вечерние вести», з радіо «Київ» (2005), «Свобода» (ведучий програми «Музичний острів», 2005–06), «Молодим радіо» (2006) тощо.
Постійний ведучий музичної телепрограми «Тинди-ринди» (Ютар, 1994—2004), автор і ведучий радіопрограми «Рок української вдачі» («Нарт», 2003–05). Прес-аташе фестивалів «Червона рута» (Запоріжжя, 1991), «Перлини сезону» (Київ, 1998; 1999), «Таврійські ігри» (м. Каховка, 1994; 1996), «Альтернатива» (Львів, 1995; 1996).
Музичний продюсер фестивалів «Мазепа-фест» (Полтава, 2003) і «Кобзар forever» (Канів, 2006), де видавав спеціальні прес-випуски.
2002 року спільно з аудіокомпанією «Атлантик» започаткував велику аудіо-серію «Українська колекція. Рок-легенди України» (понад 20 дисків із записами українських співаків та гуртів, зокрема Тараса Петриненка, «Кому вниз», «Брати Гадюкіни», «Плач Єремії», «Піккардійська терція»). Виконавчий продюсер низки CD-додатків до журналу «Україна» («Душа України. В різдвяну ніч» (січень 2004); «Майбутні звуки України. Актуальна електронна музика» (лютий, 2004); «Рок-Кобзар. Пісні на вірші Тараса Шевченка» (березень, 2004); «Український нєформат. Всі кольори альтернативи» (квітень 2004)) й CD-компіляцій: «Легенди химерного краю» (2 CD); «Революція на граніті. Золоті рок-балади України»; «В майбутнє — без Чорнобиля. Золоті рок-балади України»; «Перлини сезону. Нова українська хвиля»; «Рок-екзистенція» (2 CD); а також окремих альбомів груп: «Королівські зайці», «Небесна копалина», «Вій», «Вогні великого міста», «Рутенія», «Кобза».
Автор першої в Україні друкованої рок-антології «Українська рок-антологія: Легенди химерного краю» (К., 2004). Упорядник збірки «Зірки „Червоної рути“» (у співавторстві, К., 1993), книги «100 альбомів з України: Вибрана дискографія» (у співавторстві, К., 2004), «Обличчя музики: Творчі портрети українських зірок» (К., 2006), «Андрій Середа та „Кому вниз“. Музика Високого Духу» (К., 2008), Україна IN ROCK (К., Темпора, 2011).
Олександр Євтушенко тяжко хворів на енцефалопатію, ця хвороба дала ускладнення на серце, що стало причиною смерті. Похований в Умані.